# Arkadiusz Jakubik
Arkadiusz Jakubik (n. 14 ianuarie 1969, Strzelce Opolskie, Voievodatul Opole, Polonia) este un actor, scenarist, actor de voce și muzician polonez. Este cel mai cunoscut pentru interpretarea lui Rysio, un polițist cu dizabilități, în serialul de comedie 13 posterunek 2 sau pentru colaborarea sa îndelungată cu regizorul Wojciech Smarzowski. Este absolvent al Academiei de Arte Dramatice Ludwik Solski din 1992, Facultatea din Wrocław. În 2008 a fondat și a devenit vocalistul unei formații rock denumită Dr Misio.
La 13 noiembrie 1993 a debutat în teatru în rolul lui Pierre în musicalul „Piaf” de Pam Gems, regia Jan Szurmiej, pe scena Operetei din Varșovia.
A interpretat în Opereta din Varșovia (1993-94) și în Teatrul Rampa din Varșovia (1997-2000). Este membru al Academiei Poloneze de Film și al Academiei Europene de Film (EFA).
Este căsătorit cu actrița Agnieszka Matysiak și are doi fii - Jakub și Jan.

## Filmografie (selecție)
- 13 posterunek 2 (1999–2000) - Aspirant Rysio
- Codzienna 2 m. 3 (2005–2007) - portar Leon
- Jesteś Bogiem (2012) - Gustaw
- Nunta (2004) - notarul Janocha
- Piąty Stadion (2012) - Jarek 'Pele' Malak
- Casa întunecată (2009) - Edward Środoń
- Clerul (2018) - Preotul Andrzej Kukuła
- Să vrei să trăiești (2013) - Paweł Rosiński
- Regina zăpezii (2013) - Orm
- Aniol (Pod Mocnym Aniołem, 2014) - Terorist
- Volânia (2016) - Maciej Skiba
- Breaking the Limits (2017) - manager de piscină
- O noapte liniștită (2017) - tatăl lui Adam
- Direcția Trafic (2012) - Sergentul principal Bogdan Petrycki